# Sally Gunnell
Sally Janet Jane Gunnell OBE (Chigwell, 29 juli 1966) is een voormalige Britse atlete, die gespecialiseerd was in het hordelopen. Ze werd olympisch kampioene, wereldkampioene, Europees kampioene en meervoudig nationaal kampioene in deze discipline. Ook had ze van 1993 tot 1995 het wereldrecord in handen op de 400 m horden. Ze nam tweemaal deel aan de Olympische Spelen en behaalde, naast haar gouden medaille, ook nog brons op de 4 x 400 m estafette.
Gunnell werkte tot 1996 voor de BBC als televisiepresentatrice. Zij is de enige vrouw die tegelijkertijd Europese kampioene, wereldkampioene, Gemenebestspelen winnares en olympisch kampioene op de 400 m horden was.

## Biografie

### Jeugd en eerste successen
Gunnell, opgegroeid op de boerderij van haar ouders en leerlinge aan de lagere school en de West Hatch High School in haar geboorteplaats, begon haar sportcarrière bij de Essex Ladies club als verspringster en vijfkamper, voordat ze zich op de sprint en het hordelopen toelegde. Haar eerste internationale succes behaalde ze in 1986 door op de Gemenebestspelen goud te winnen op de 100 m horden.

### Eerste Olympische Spelen
Op de Olympische Spelen van 1988 in Seoel nam Sally Gunnell deel aan de 200 m en de 4 x 400 m estafette. Op het individuele nummer behaalde ze een vijfde plaats en met haar teamgenotes Linda Keough, Jennifer Stoute en Angela Piggford werd ze zesde op het estafettenummer.

### Olympisch kampioene
Vier jaar later op de Olympische Spelen van 1992 in Barcelona won ze op de 400 m horden een gouden medaille in 53,23 s voor de Amerikaanse atletes Sandra Farmer-Patrick (zilver) en Janeene Vickers (brons). Ze won ook een bronzen medaille op de 4 x 400 m estafette met haar teamgenotes Phylis Smith, Sandra Douglas en Jennifer Stoute. Op 19 augustus 1993 verbeterde ze het wereldrecord op de 400 m horden naar 52,74. Twee jaar later werd dit record door Kim Batten verbroken.

### Opgenomen in de Orde van het Britse Rijk
In 1996 werkte Sally Gunnell als ambassadeur voor het Rode Kruis in Angola. In september 1997 beëindigde zij haar atletiekloopbaan na een aanhoudende achillespeesblessure.
In 1998 werd zij benoemd tot Officier in de Orde van het Britse Rijk. Gunnell is getrouwd met atleet Jonathan Bigg en heeft drie kinderen: Finley, Luca en Marley (allemaal jongens).

## Titels
- Olympisch kampioene 400 m horden - 1992
- Wereldkampioene 400 m horden - 1993
- Europees kampioene 400 m horden - 1994
- Brits kampioene 100 m horden - 1986, 1987, 1988, 1989, 1991, 1992, 1993
- Brits kampioene 400 m horden - 1996
- Brits indoorkampioene 200 m - 1987
- Brits indoorkampioene 400 m - 1988

## Persoonlijke records
Outdoor
| Onderdeel    | Prestatie           | Datum            | Plaats    |
| ------------ | ------------------- | ---------------- | --------- |
| 400 m        | 51,04 s             | 20 juli 1994     | Gateshead |
| 100 m horden | 12,82 s             | 17 augustus 1988 | Zürich    |
| 400 m horden | 52,74 s (ex-WR; NR) | 19 augustus 1993 | Stuttgart |

Indoor
| Onderdeel | Prestatie | Datum            | Plaats     |
| --------- | --------- | ---------------- | ---------- |
| 400 m     | 52,22 s   | 23 februari 1997 | Birmingham |

## Palmares

### 200 m
- 1987:  Britse indoorkamp. - 24,37 s
- 1991:  Britse indoorkamp. - 24,39 s

### 400 m
- 1988:  Britse indoorkamp. - 53,28 s
- 1989:  Britse indoorkamp. - 52,58 s
- 1989: 6e WK indoor - 52,60 s
- 1996:  Britse indoorkamp. - 53,07 s

### 100 m horden
- 1984:  Britse kamp. - 13,30 s
- 1986:  Britse kamp. - 13,13 s (RW)
- 1986:  Gemenebestspelen - 13,29 s
- 1987:  Britse kamp. - 13,01 s
- 1988:  Britse kamp. - 13,02 s
- 1989:  Britse kamp. - 13,26 s
- 1990:  Gemenebestspelen - 13,12 s
- 1991:  Britse kamp. - 13,02 s
- 1992:  Britse kamp. - 13,13 s
- 1993:  Britse kamp. - 13,08 s
- 1994:  Britse kamp. - 13,09 s

### 400 m horden
- 1988: 5e OS - 54,03 s
- 1989:  Wereldbeker - 55,25 s
- 1990:  Gemenebestspelen - 55,38 s
- 1991:  WK - 53,16 s
- 1992:  OS - 53,23
- 1993:  WK - 52,74 s (WR)
- 1993:  Grand Prix finale - 53,82 s
- 1994:  Gemenebestspelen - 54,51 s
- 1994:  EK - 53,33 s
- 1994:  Wereldbeker - 54,80 s
- 1994:  Goodwill Games - 53,51 s
- 1996:  Britse kamp. - 54,65 s

### 4 x 400 m estafette
- 1988: 6e OS - 3.26,89
- 1991: 4e WK - 3.22,01
- 1992:  OS - 3.24,23
- 1993:  WK - 3.23,41
- 1997: 6e WK indoor - 3.32,25 (NR)

## Onderscheidingen
- IAAF-atlete van het jaar - 1993
- Europees atlete van het jaar - 1993

1980: Bärbel Broschat ·
1983: Jekaterina Fesenko ·
1987: Sabine Busch ·
1991: Tatjana Ledovskaja ·
1993: Sally Gunnell ·
1995: Kim Batten ·
1997: Nezha Bidouane ·
1999: Daimí Pernía ·
2001: Nezha Bidouane ·
2003: Jana Pittman ·
2005: Joelia Petsjonkina ·
2007: Jana Rawlinson ·
2009: Melaine Walker ·
2011: Lashinda Demus ·
2013: Zuzana Hejnová ·
2015: Zuzana Hejnová ·
2017: Kori Carter ·
2019: Dalilah Muhammad ·
2022: Sydney McLaughlin  ·
2023: Femke Bol
1984: Nawal El Moutawakel ·
1988: Debbie Flintoff-King ·
1992: Sally Gunnell ·
1996: Deon Hemmings ·
2000: Irina Privalova ·
2004: Fani Chalkia ·
2008: Melaine Walker ·
2012: Lashinda Demus ·
2016: Dalilah Muhammad ·
2020: Sydney McLaughlin ·
2024: Sydney McLaughlin-Levrone
- World Athletics: 14275195
- International Standard Name Identifier: 0000 0000 6502 9825
- Nationale Bibliotheek van Polen: a0000001126551
- Virtual International Authority File: 92123872